# Prosper Zangiacomi

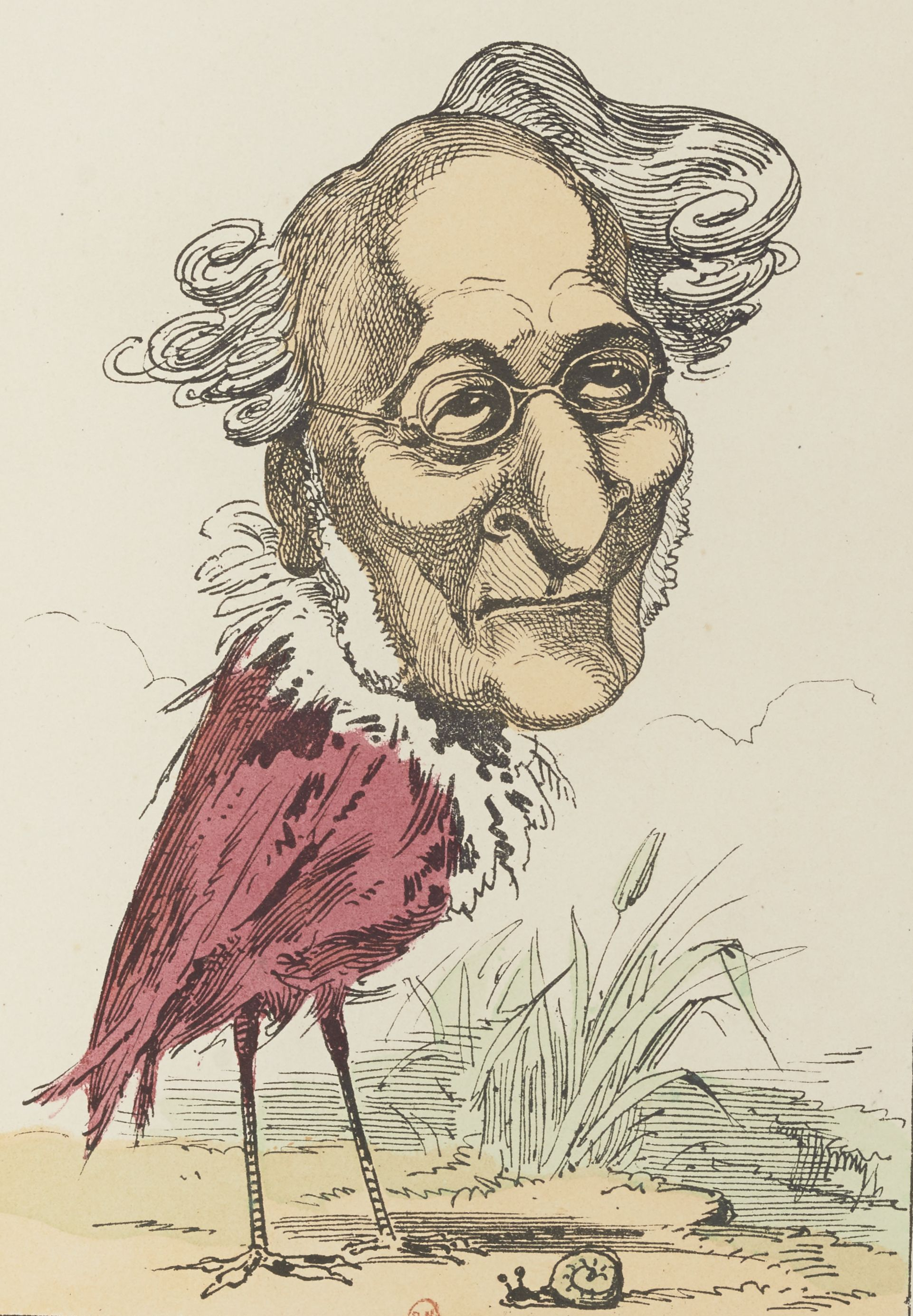
Paul Hadol, caricature de Prosper Zangiacomi en ibis parue dans La ménagerie impériale.

Prosper Marie Joseph Zangiacomi, né à Paris le 25 mars 1802 et mort le 21 février 1877 dans le 9e arrondissement de Paris, était un haut magistrat français.

## Biographie
Fils du magistrat et député Joseph Zangiacomi et héritier de son titre de Baron de l'Empire, il entre à son tour dans la magistrature.
Avocat, il est nommé juge-suppléant au tribunal de la Seine en 1829. Juge d'instruction suppléant en 1830, juge d'instruction titulaire en 1832, juge en 1834, il redevient juge d'instruction en 1835. Il est chargé des dossiers politiques sensibles (complots et sociétés secrètes), instruisant notamment l'affaire Fieschi. Il est promu conseiller à la Cour d'appel de Paris en 1841, et se distingue dans l'exercice des fonctions de président de cour d'assises. Il est promu président de chambre au sein de la même institution en 1854. Nommé conseiller à la Cour de cassation en 1858, il y siège à la cour criminelle et fait obstacle à la révision de l'affaire Lesurques. Il est admis à la retraite en décembre 1876, très peu de temps avant sa mort.
Le baron Zangiacomi fut une des pièces maîtresses de la répression judiciaire contre la Commune de Paris (1871) en qualité de président de la Haute Cour de justice. 
Chevalier de la Légion d'honneur en 1836, puis officier en 1857, il devient commandeur du même ordre en 1867. Il était membre du conseil de l'Ordre national de la Légion d'honneur.
Il avait épousé le 7 juillet 1831, à Paris, Séraphine Anna Gautier dont il a eu quatre filles.

## Sources
- Dossier de Légion d'honneur de Prosper Zangiacomi.
- Gustave Vapereau : Dictionnaire universel des contemporains, édition de 1870, p. 1877.
- Fiche de Prosper Zangiacomi sur l'Annuaire rétrospectif de la magistrature, Centre Georges Chevrier (CNRS-Université de Bourgogne)